# Liste des phares en Virginie

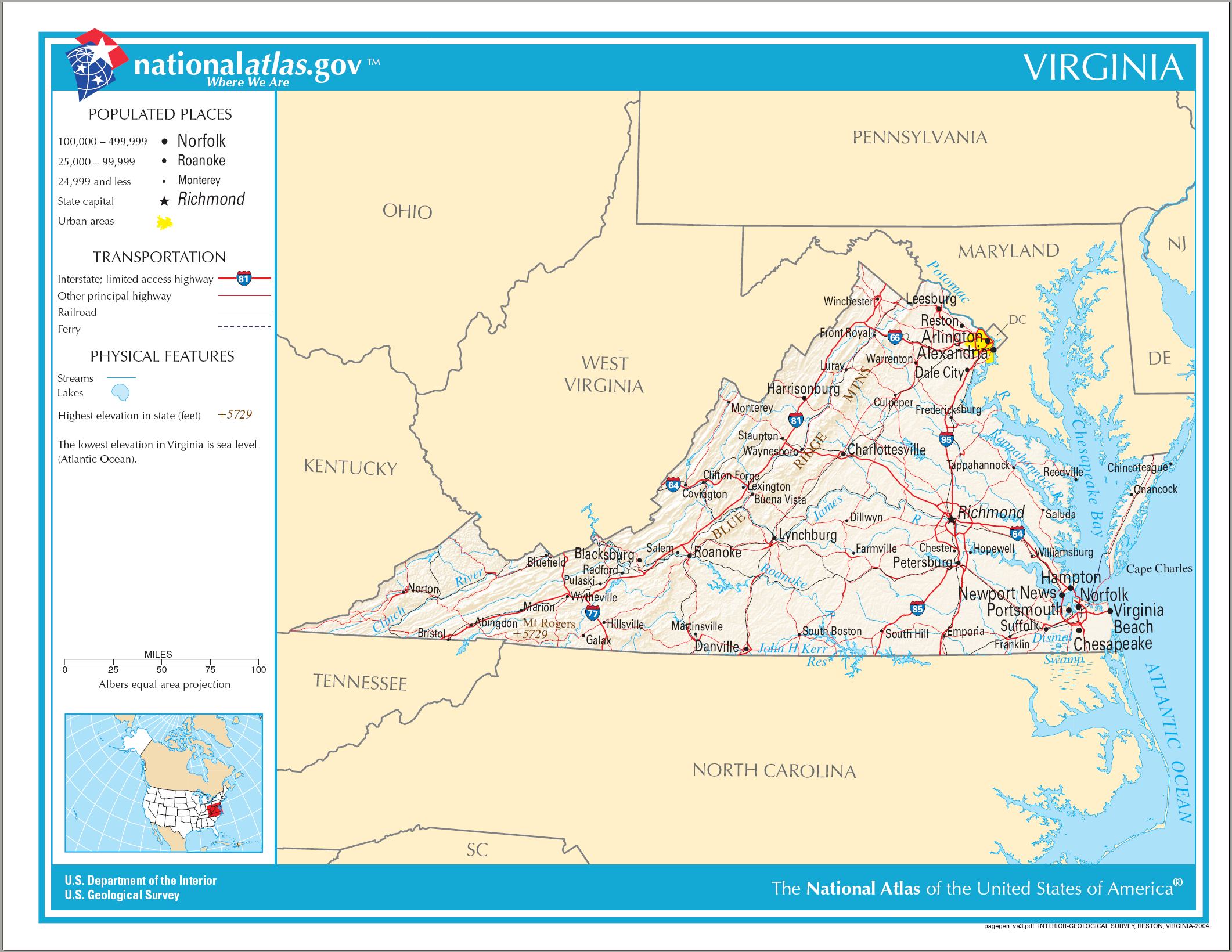
Carte de la Virginie

La liste des phares en Virginie dresse la liste des phares de l'État américain de la Virginie répertoriés par la United States Coast Guard. Située juste au nord de la Caroline du Nord, la côte atlantique de la Virginie est une chaîne d'îles-barrières de sable qui possédait quelques hauts phares.
Les aides à la navigation en Virginie sont gérées par le cinquième district de l' United States Coast Guard , mais la propriété (et parfois l’exploitation) de phares historiques a été transférée aux autorités et aux organisations de préservation locales.
Leur préservation est assurée par le National Park Service ou par des propriétaires privés et sont répertoriés au Registre national des lieux historiques (*).

## Alexandria
- Phare de Jones Point * (Désactivé)

## Comté d'Accomack
- Phare d'Assateague *
- Phare de Killock Shoal (Détruit)
- Phare de Tangier Sound
- Phare de Watts Island

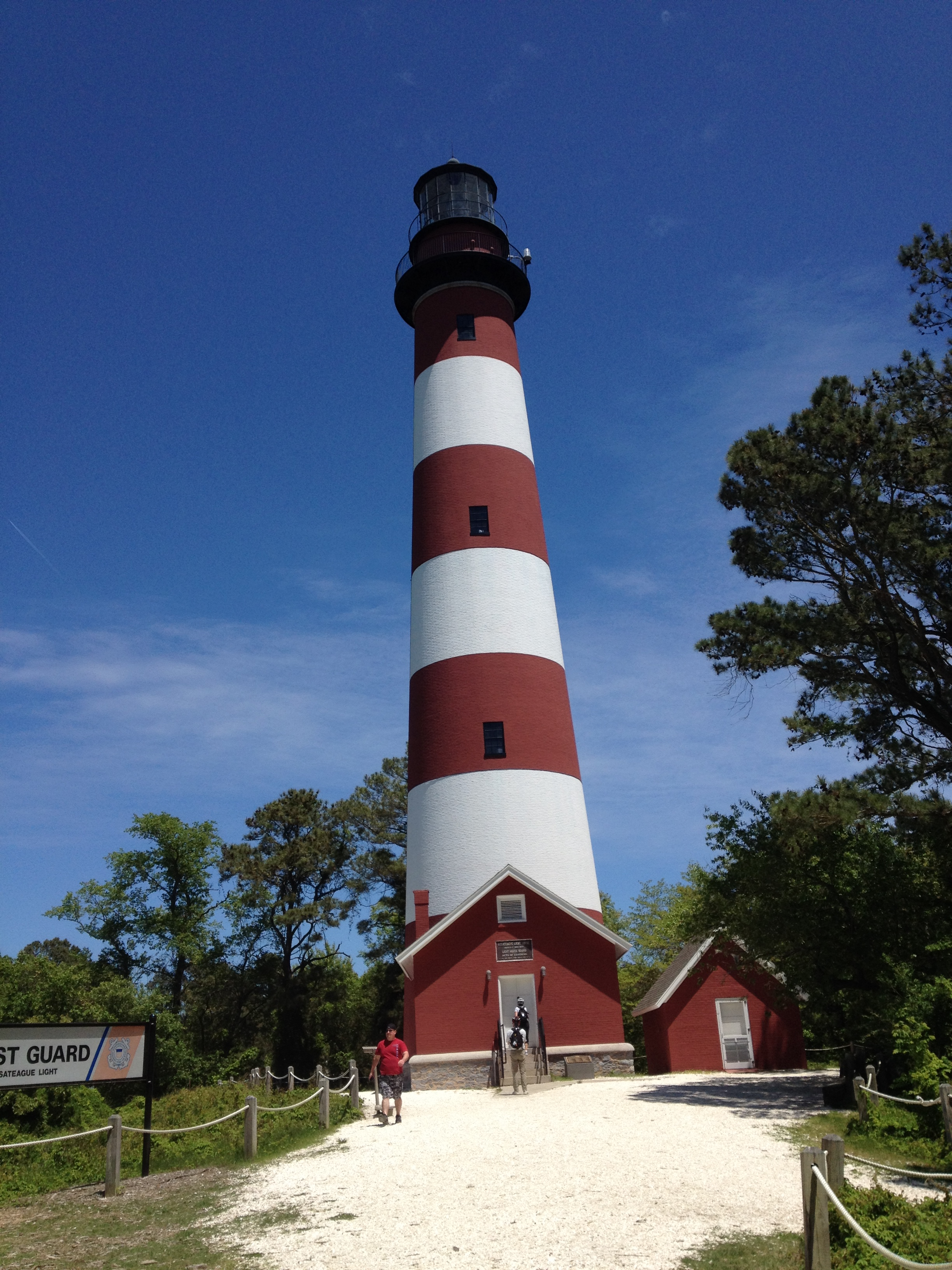
Assateague

- Phare de Pungoteague Creek(Détruit)

## Comté de Northampton
- Phare du cap Charles *
- Phare d'Old Plantation Flats
- Phare de Cherrystone Bar

## Comté de Northumberland
- Phare de Smith Point *

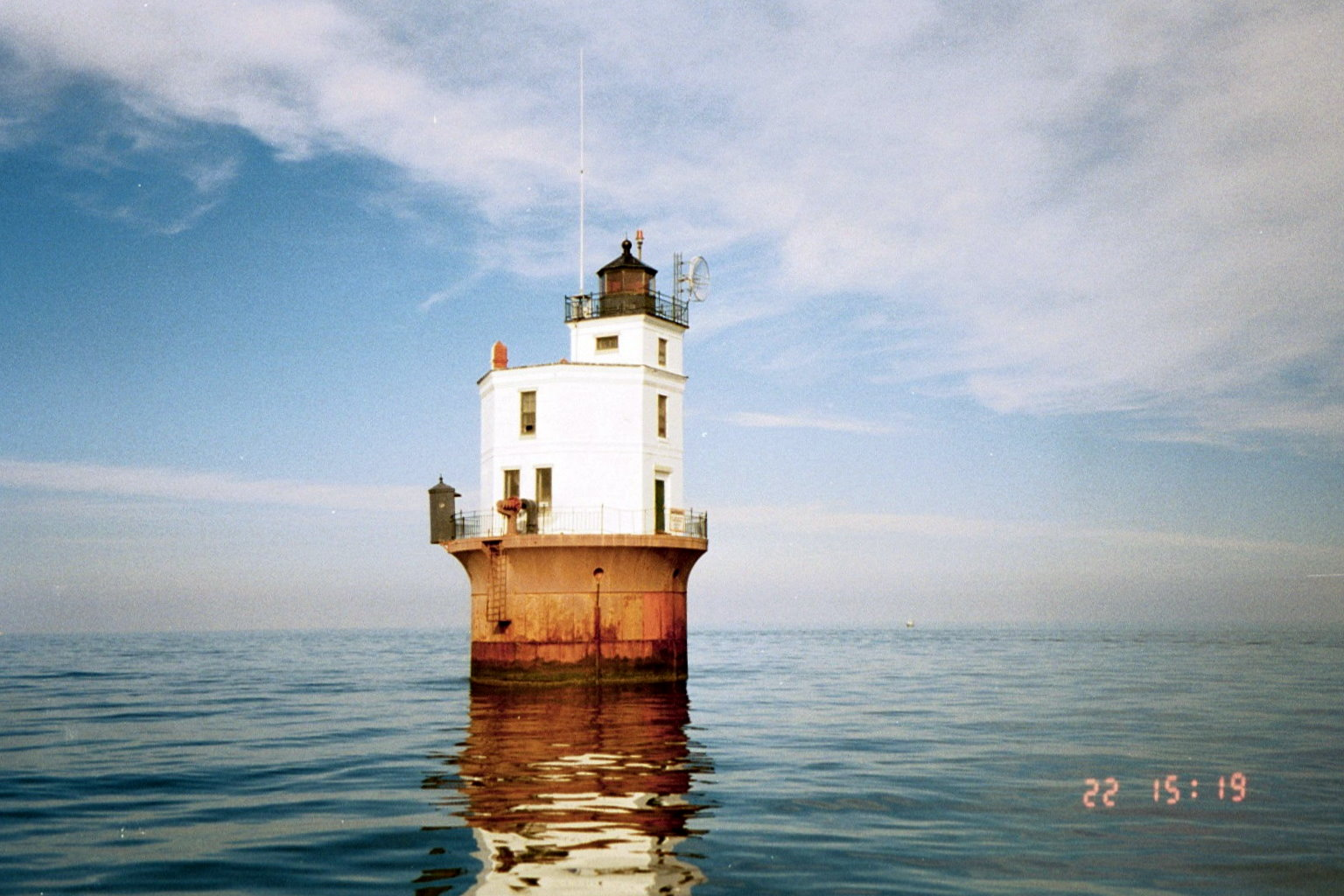
Smith Point

- Phare de Great Wicomico River (Désactivé)

## Comté de Lancaster
- Phare de Windmill Point

## Comté d'Essex
- Phare de Bowlers Rock

## Comté de Middlesex

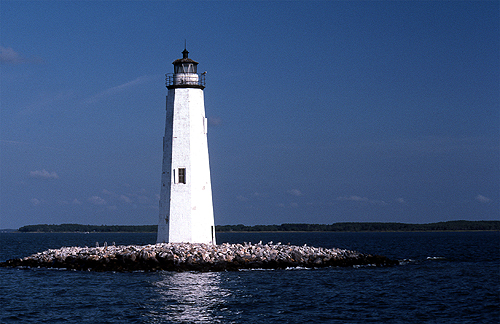
New point Comfort

- Phare de Stingray Point

## Comté de Mathews
- Phare de Wolf Trap * (Désactivé)
- Phare de New Point Comfort *

## Comté de Gloucester
- Phare de York Spit
- Phare de Pages Rock (Désactivé)

## Comté de King and Queen

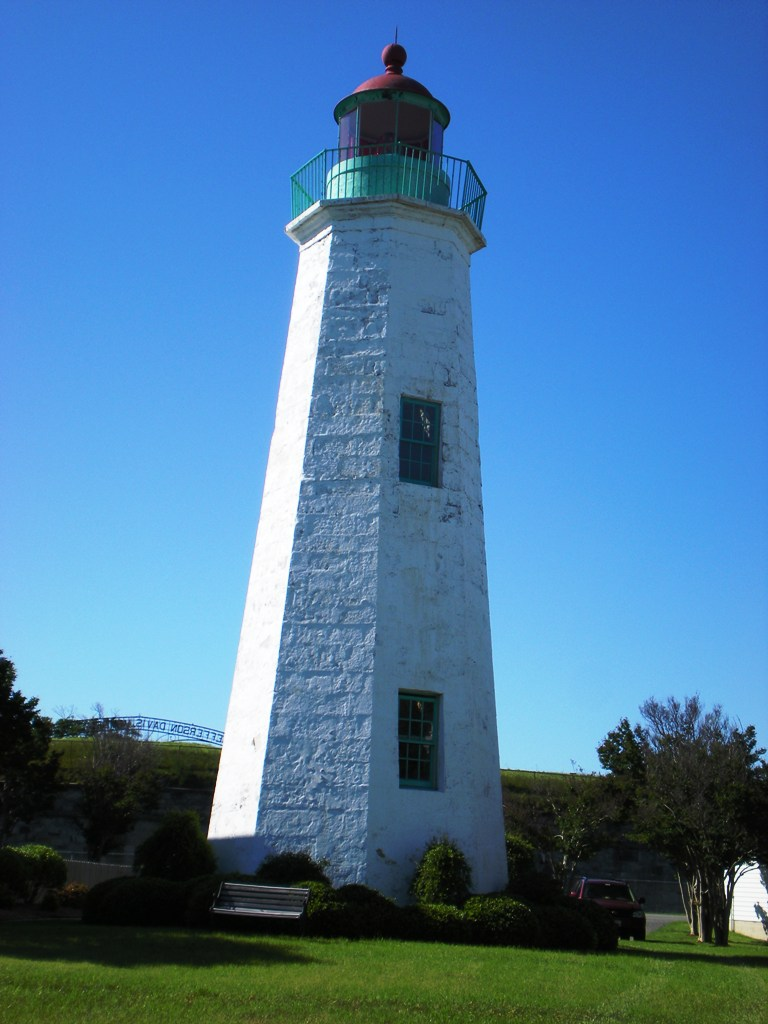
Old Point Comfort

- Phare de Bells Rock

## Comté de York
- Phare de Tue Marshes (Désactivé)

## Hampton
- Phare de Back River (Détruit)
- Phare d'Old Point Comfort *

## Newport News

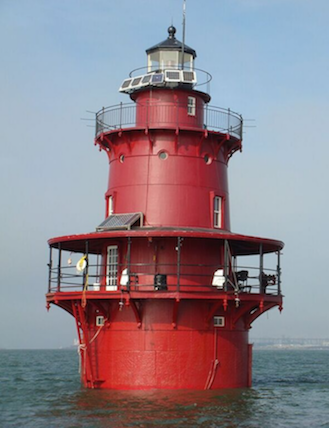
Middle Ground

- Phare de Newport News Middle Ground *
- Phare de Deepwater Shoals (Désactivé)

## Comté de Chesterfield
- Phare de Dutch Gap Canal (Inactif)

## Comté de Prince George
- Phare de Jordan Point

## Comté d'Isle of Wight
- Phare de Point of Shoals (Détruit)

## Portsmouth

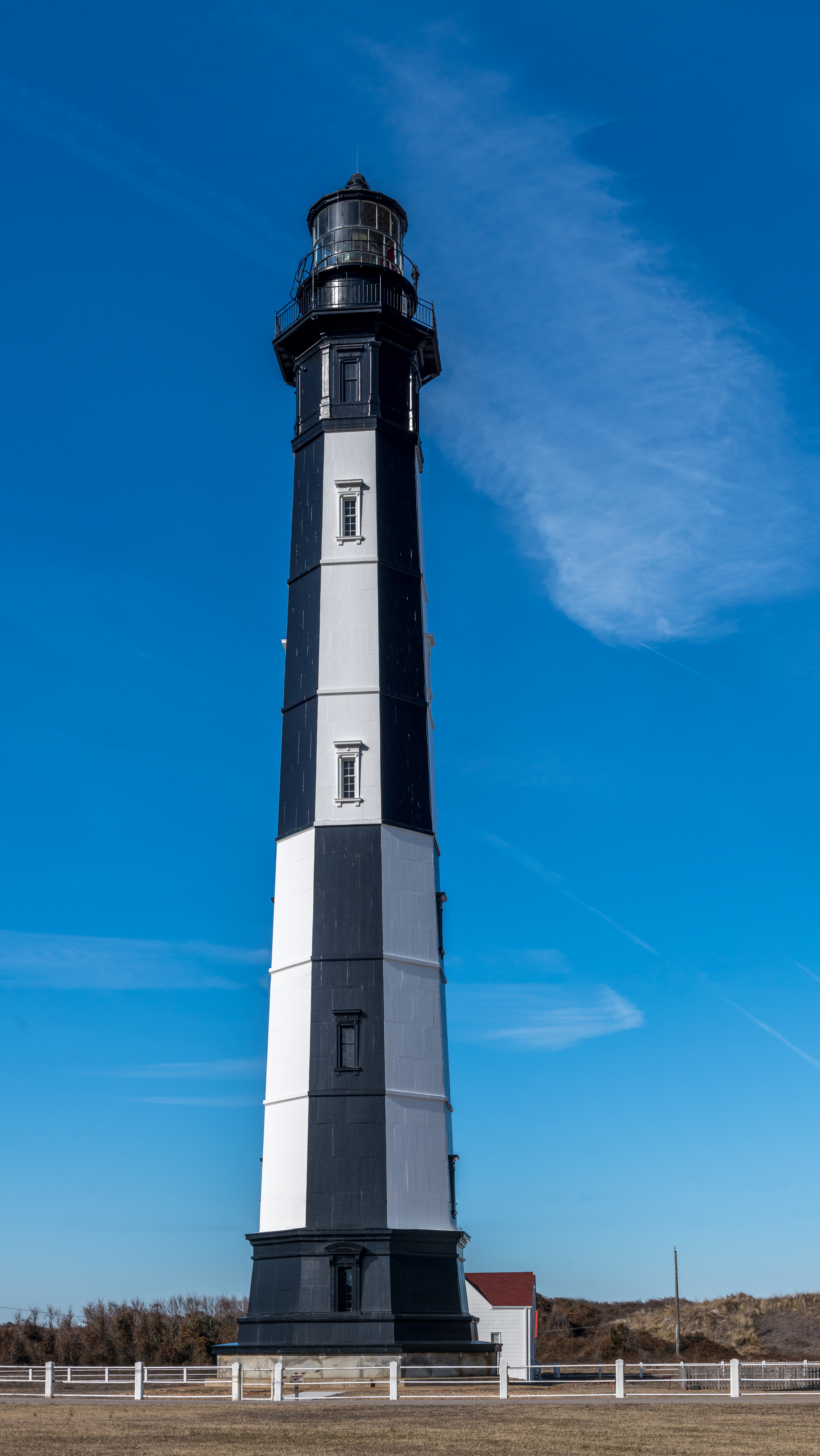
Cape Henry

- Phare de Hog Island (Détruit)
- Phare de Craney Island (Détruit)

## Norfolk
- Phare de Thimble Shoal *

## Virginia Beach
- Phare du cap Henry *
- Phare de Chesapeake (Désactivé)